# Epthianure à collier
Epthianura crocea
Espèce
Statut de conservation UICN

 LC  : Préoccupation mineure
L'Epthianure à collier (Epthianura crocea) est une espèce d'oiseaux de la famille des Meliphagidae. Cet oiseau est répandu à travers le Nord de l'Australie.

## Description
L'holotype mâle de Epthianura crocea mesure 110 mm avec des ailes de 61 mm. Et pour la femelle, respectivement 104 mm et 58 mm.

## Liste des sous-espèces
Selon Catalogue of Life (11 juillet 2020) :
- sous-espèce Epthianura crocea crocea Castelnau & E. P. Ramsay, 1877
- sous-espèce Epthianura crocea macgregori Keast, 1958
- sous-espèce Epthianura crocea tunneyi Mathews, 1912

## Publication originale
- (en) Le Comte de Castelnau et E. Pierson Ramsay, « Notes of a collection of birds from the Norman River, Gulf of Carpentaria, with descriptions of some new species », Proceedings of the Linnean Society of New South Wales, Sydney, Inconnu et Société linnéenne de Nouvelle-Galles du Sud, vol. 1,‎ 1877, p. 379–386 (ISSN 0370-047X, OCLC 1755950, DOI 10.5962/BHL.PART.12425, lire en ligne).